# История на Македония през османската епоха
Османското владичество в Македония продължава 517 години, от началните месеци на 1395 допреди края на 1912 г.

## История

### Завладяване
В Черноменската битка от 1371 г. краля на Прилепското кралство Вълкашин и брат му Иван Углеша водят 70 000 войска срещу османците. Въпреки по-малкия си брой, турците успяват да убият Вълкашин и брат му и да спечелят битката.
След пагубните сраженията по-голямата част от Сърбия се разпада на по-малки княжества. Едно от тези княжества е известно като Кралство Прилеп и е водено от сина на Вълкашин, Крали Марко. Като повечето местни управителители в Македония Марко става васал на Мурад I, за да запази позицията си.
Косовската битка от 1389 г. подпечатва съдбата на Македония за следващите 500 години. И двете армии губят водачите си и голям брой войници, но османците успяват лесно да съберат друга армия също толкова голяма, докато местните не успяват.
Крали Марко умира заедно с Константин Драгаш в Битката при Ровине през 1395 г., а територията на неговото владение става Охридски санджак.
Цяла Вардарска Македония е под османски контрол от края на XIV век, а Скопие пада на 19 януари 1392 г.
Освен конфликта със силите на Скендербег, който протича в западните части на Македония между 1444 и 1467 г., Османската империя успява да завладее целия регион.

### Османско владичество, 1395 – 1912 г.
По време на османското управление на Балканите градовете преживяват много промени във връзка с демографския си прираст и вида на градския пейзаж. Със закони, забраняващи християнските сгради да бъдат по-високи от ислямските, най-високите сгради в градове като Скопие и Битоля са минаретата на джамиите.
Османския пътешественик Евлия Челеби посещава град Битоля през 1661 г. Той пише, че по това време в града има седем джамии, 6 от които са построени през XVI век. Повечето от джамиите построени на територията на днешна Република Македония са с квадратна форма с три портика и минаре от дясната страна на сградата.

#### Завладени от Османската империя територии
- Османска Битоля през 1880
- Прилеп в края на XIX век
- Минарета в Османско Скопие
- Османски Щип

### Освобождение
Балканските войни са две войни от 1912 и 1913 г. Първата стартира на 8 октомври 1912 г., когато държавите от Балканския съюз нападат Османската империя. Тя трае 7 месеца и завършва с победа за съюза, като прекратява османското владичество над Балканите.

## Административно деление
След завладяването на Македония, тя става част от еялет Румелия.

### Вилаети
След административната реформа от 60-те години на XIX век, Османската империя е разделена на вилаети, които се подразделят на санджаци.

#### Косовски
Северната част на региона Македония включва Косовски вилает. Санджаците в този вилает, които днес са на територията на Република Македония са:
- Скопски санджак, който включва нахиите Скопие, Куманово, Щип, Кратово и Кочани.
- Призренски санджак, който включва Тетовска нахия.

#### Битолски
Югозападната част на региона е разположена в Битолски вилает. Санджаците в този вилает, които днес са на територията на Република Македония са:
- Битолски санджак, който включва Битоля, Охрид, Ресен и Прилеп.
- Дебърски санджак, който включва Дебър и Кичево.

#### Солунски
Югоизточната част от Македония е разположена във Солунски вилает. Санджаците в този вилает, които днес са на територията на Република Македония са:
- Солунски санджак, който включва Тиквеш, Струмица, Велес, Дойран, Гевгели.